# Aron Dønnum
Aron Leonard Dønnum (ur. 20 kwietnia 1998 w Eidsvoll) – norweski piłkarz grający na pozycji prawego pomocnika. Od 2021 jest piłkarzem klubu Standard Liège.

## Kariera klubowa
Swoją karierę piłkarską Dønnum rozpoczął w klubie Eidsvold Turn. W 2012 roku podjął treningi w juniorach Vålerengi Fotball. W 2014 roku zaczął grać w rezerwach tego klubu, a w 2017 roku stał się członkiem pierwszego zespołu. 17 lipca 2017 zadebiutował w nim w Eliteserien w zremisowanym 1:1 wyjazdowym meczu z Kristiansund BK. W 2018 roku został wypożyczony do grającego w 1. divisjon HamKam, w którym zadebiutował 2 kwietnia 2018 w zremisowanym 1:1 wyjazdowym spotkaniu z Ullensaker/Kisa IL. W 2019 roku wrócił do Vålerengi i grał w niej do 2021 roku.
23 lipca 2021 roku Dønnum został zawodnikiem belgijskiego klubu Standard Liège, do którego trafił za sumę 1,5 miliona euro. W Standardzie swój debiut zaliczył 1 sierpnia 2021 w zwycięskim 2:1 wyjazdowym meczu z SV Zulte Waregem.
| Sezon | Klub                | Kraj     | Rozgrywki   | Mecze | Gole |
| ----- | ------------------- | -------- | ----------- | ----- | ---- |
| 2014  | Vålerenga Fotball-2 | Norwegia | 2. divisjon | 2     | 0    |
| 2015  | Vålerenga Fotball-2 | Norwegia | 2. divisjon | 9     | 2    |
| 2016  | Vålerenga Fotball-2 | Norwegia | 2. divisjon | 21    | 3    |
| 2017  | Vålerenga Fotball   | Norwegia | Eliteserien | 7     | 0    |
| 2017  | Vålerenga Fotball-2 | Norwegia | 2. divisjon | 13    | 4    |
| 2018  | Vålerenga Fotball   | Norwegia | Eliteserien | 8     | 0    |
| 2018  | Vålerenga Fotball-2 | Norwegia | 2. divisjon | 10    | 3    |
| 2018  | HamKam              | Norwegia | 1. divisjon | 15    | 1    |
| 2019  | Vålerenga Fotball   | Norwegia | Eliteserien | 25    | 6    |
| 2020  | Vålerenga Fotball   | Norwegia | Eliteserien | 27    | 8    |
| 2021  | Vålerenga Fotball   | Norwegia | Eliteserien | 10    | 6    |

## Kariera reprezentacyjna
W reprezentacji Norwegii Dønnum zadebiutował 2 czerwca 2021 roku w wygranym 1:0 towarzyskim meczu z Luksemburgiem, rozegranym w Máladze. w 64. minucie tego meczu zmienił Jensa Pettera Hauge.